# North Harrow
North Harrow est une zone anglaise située au nord-ouest de Londres, dans le borough londonien de Harrow.